# Double Six Monument
Le Double Six Monument est un mémorial situé dans le quartier de Sembulan à Kota Kinabalu, dans l'État de Sabah en Malaisie. Il commémore le crash d'avion du 6 juin 1976 dans lequel le ministre en chef de Sabah, Fuad Stephens et six autres ministres d'État ont trouvé la mort.